# Kazan Kremlin Cup 2011
La Kazan Kremlin Cup 2011 è stato un torneo professionistico di tennis maschile giocato sul cemento indoor. È stata la 2ª edizione del torneo, che fa parte dell'ATP Challenger Tour nell'ambito dell'ATP Challenger Tour 2011. Si è giocato a Kazan' in Russia dal 31 gennaio al 6 febbraio 2011.

## Partecipanti

### Teste di serie
| Giocatore   | Nazionalità           | Ranking* | Testa di serie |
| ----------- | --------------------- | -------- | -------------- |
| Irlanda     | Conor Niland          | 130      | 1              |
| Russia      | Konstantin Kravčuk    | 143      | 2              |
| Russia      | Aleksandr Kudrjavcev  | 147      | 3              |
| Germania    | Andreas Beck          | 155      | 4              |
| Spagna      | Roberto Bautista Agut | 171      | 5              |
| Bielorussia | Uladzimir Ihnacik     | 201      | 6              |
| Estonia     | Jürgen Zopp           | 219      | 7              |
| Slovacchia  | Marek Semjan          | 226      | 8              |

- Ranking al 17 gennaio 2011.

### Altri partecipanti
Giocatori che hanno ricevuto una wild card:
- Victor Baluda
- Anton Manegin
- Vaja Uzakov
- Daniyal Zagidullin

Giocatori passati dalle qualificazioni:
- Aljaksandr Bury
- Mikhail Ledovskikh
- Deniss Pavlovs
- Alexander Rumyantsev

## Campioni

### Singolare
Marius Copil ha battuto in finale  Andreas Beck con il punteggio di 6–4, 6–4

### Doppio
Yves Allegro /  Andreas Beck hanno battuto in finale  Michail Elgin /  Aleksandr Kudrjavcev con il punteggio di 6–4, 6–4